# اوه سونگ آه
اوه سونگ آه (کره‌ای: 오승아؛ زادهٔ ۱۳ سپتامبر ۱۹۸۸) خواننده و بازیگر اهل کره جنوبی است. او عضو سابق گروه رینبو است.